# 国民議会 (タンザニア)
国民議会（こくみんぎかい、スワヒリ語: Bunge）は、タンザニアの立法府である。

## 概要
一院制、定数393、任期5年。
小選挙区比例代表並立制で選出される。